# Brasão de armas dos Camarões
O brasão de Camarões é um brasão cortinado de vert (heráldica), ouro e gules. Na parte de gules aparece o mapa do país representado de azure e, diante do mapa, uma balança sable (heráldica) com pratos de prata. O mapa e a balança estão surmontados por uma estrela de cinco pontas de ouro.

## Descrição
O banner na parte inferior dá o nome da nação em francês e  inglês. A faixa superior contém o [[lema] nacional]:  Paix, Travail, Patrie. Os fasces são um símbolo da autoridade da república e as escalas da justiça representam a justiça.
O escudo está transpassado por duas fasces cruzadas e, em sua parte superior, aparece escrito o lema nacional em francês "PAIX, TRAVAIL, PATRIE" e inglês "PEACE, WORK, FATHERLAND", que significam, respectivamente, "Paz, Trabalho e Pátria".
Na parte inferior do escudo aparece, também em inglês e francês, a denominação oficial de Camarões: “Repulic of Cameroon” “Republique du Cameroun” (“República de Camarões”).
As três cores das seções do escudo são as que figuram na bandeira nacional.
As fasces simbolizam a autoridade da República camaronesa, a balança é o conhecido símbolo da justiça e a estrela de cinco pontas que aparece sobre a balança (também representada na bandeira nacional) e o mapa representa a união do país.